# Philometra serraticornis
Philometra serraticornis är en fjärilsart som beskrevs av Augustus Radcliffe Grote 1872. Philometra serraticornis ingår i släktet Philometra och familjen nattflyn. Inga underarter finns listade i Catalogue of Life.